# Milorad Janjuš
Milorad Janjuš (in serbo Милорад Јањуш?; Novi Sad, 15 luglio 1982) è un allenatore di calcio ed ex calciatore serbo, di ruolo attaccante, tecnico dello Srbobran.

## Carriera

### Giocatore
In carriera ha giocato 10 partite nella AFC Champions League.